# فرانك ديستيفانو
فرانك ديستيفانو هو عالم أوبئة طبية وباحث في مراكز مكافحة الأمراض والوقاية منها، حاصل درجة الدكتوراه في الطب ومدير مكتب سلامة التلقيح.

## تعليمه
تخرج ديستيفانو من جامعة كورنيل في عام 1974، وحصل على درجة البكالوريوس في العلوم من كلية الطب بجامعة بيتسبرغ، وحصل على درجة الدكتوراة في عام 1978. وحصل على درجة الماجستير من جامعة جونز هوبكينز كلية الصحة العامة في عام 1984.

## الأبحاث
ألف ديستيفانو عددًا من الدراسات العلمية التي خلصت إلى أن اللقاحات، وخاصة التي تحتوي على ثيميروسال، لا تسبب التوحد. في مارس 2013، على سبيل المثال، نشر ديستيفانو دراسة في مجلة طب الأطفال، والتي خلصت إلى أن تعرض الأطفال لمكونات معينة في اللقاحات، وهي البروتينات والسكريات، لم تزد من خطر الإصابة بالتوحد. وبالإضافة إلى ذلك، خلص ديستيفانو وآخرون إلى أن الأطفال المصابين بالتوحد تلقوا نفس عدد جراعت مولدات الضد التي تلقاها غير المصابين. لقيت هذه الدراسة اهتمام وسائل الإعلام على نطاق واسع.
وبصفته مديرًا للمنظمة الدولية للتوحد، تركز أبحاثه في المقام الأول على ردود الفعل السلبية المزعومة والحقيقية للقاحات، ومدى خطورة تلك التفاعلات. وكما ذكر أعلاه، فإن بعض أبحاث ديستيفانو تتعلق بالجدل حول الثيميروسال؛ على سبيل المثال، شارك في دراسة في عام 2003 في طب الأطفال خلصت إلى أنه لا يوجد ارتباط ثابت بين اللقاحات التي تحتوي على الثيمروسال واضطرابات النمو العصبي. بالإضافة إلى ذلك، شارك ديستيفانو في دراسة عن العلاقة المزعومة بين الثيميروسال والتوحد، التي أعدها فريق داتالينك للقاحات، ونشرت في مجلة نيو إنجلاند الطبية. وخلصت هذه الدراسة إلى أن «دراستنا لا تدعم وجود علاقة سببية بين التعرض المبكر للقاحات المحتوية على الثيميروسال والغلوبيولين المناعي والعجز في الأداء العصبي النفسي في سن 7 إلى 10 سنوات».
شملت المواضيع الأخرى التي نشرها البحث متلازمة غيلان باريه، وكذلك الارتباط المحتمل بين النوبات ولقاح السعال الديكي أو لقاح الحصبة والنكاف والحصبة الألمانية. وبشكل عام، وفيما يتعلق بعيب الحاجز البطيني نشر ديستيفانو دراسة في عام 2001 تلخص قدرة المشروع على الكشف عن المخاطر المحتملة المرتبطة بالتلقيح، خصوصا الانغلاف المعوي، من خلال إجراء دراسة جماعية على أساس السكان.
ركزت أبحاث ديستيفانو في البداية على سلامة وسائل منع الحمل، وهو موضوع درسه من عام 1982 إلى 1984 كموظف طبي في المعاهد الوطنية للصحة الأمريكية . وفي عام 1982 أيضًا، انضم إلى مركز السيطرة على الأمراض كأكبر أخصائي في علم الأوبئة في مشروع أورانج.

## حياته العملية
بعد الانتهاء من دراسة طب الأطفال في كلية الطب بجامعة روتشستر، التحق بدائرة الاستخبارات الوبائية في عام 1979. وفي عام 1982، أكمل دراسته فيمركز مكافحة الأمراض الوبائية في الطب الوقائي. في عام 2004، تم تعيين ديستيفانو رئيسًا بالنيابة لفرع سلامة اللقاحات والتحصين من برنامج التحصين الوطني، والمعروف الآن باسم المركز الوطني للتحصين وأمراض الجهاز التنفسي. من 1992 إلى 1996، شغل ديستيفانو وظيفة في مؤسسة مارشفيلد البحوث الطبية في مارشفيلد، ويسكونسن. في عام 1996، عاد إلى مركز السيطرة على الأمراض.